# Julija Timošenko
Julija Volodimirivna Timošenko (ukrajinsko Ю́лія Володи́мирівна Тимоше́нко), ukrajinska političarka, * 27. november 1960, Dnepropetrovsk, Sovjetska zveza (danes Dnipro, Ukrajina).

## Politična kariera
Bila je pobudnica t. i. oranžne revolucije (leta 2004), ki bi Ukrajino usmerila k Evropski uniji. Revija Forbes jo je leta 2005 uvrstila na tretje mesto seznama 100 najvplivnejših žensk sveta.
Leta 2010 je na predsedniških volitvah izgubila proti Viktorju Janukoviču, leto kasneje pa so proti njej uvedli več preiskav in jo tudi obsodili na sedem let zapora. Izpustili so jo leta 2014, ko so množične demonstracije odnesle Janukoviča.